# Толасов, Борис Константинович
Борис Константинович Толасов (3 января 1928, Карман-Синдзикау, Северо-Кавказский край — 14 ноября 1992, Иланский, Красноярский край) — советский хозяйственный, государственный и политический деятель, Герой Социалистического Труда.

## Биография
Родился в 1928 году в селе Синдзикау. Член КПСС.
С 1954 года — на хозяйственной, общественной и политической работе. В 1954—1992 годах — агроном Терской машинно-тракторной станции Кабардино-Балкарской АССР, агроном Комсомольской МТС Большеулуйского района, главный агроном, директор Иланской МТС, глава инспекции сельского хозяйства при Иланском райисполкоме, председатель колхоза «Красный хлебороб» Иланского района Красноярского края.
Указом Президиума Верховного Совета СССР от 29 августа 1986 года присвоено звание Героя Социалистического Труда с вручением ордена Ленина и золотой медали «Серп и Молот».
Избирался депутатом Верховного Совета СССР 7-го и 8-го созывов.
Умер в Иланском в 1992 году.